# Hochkünzelspitze
Hochkünzelspitze är en bergstopp i Österrike.   Den ligger i distriktet Bregenz och förbundslandet Vorarlberg, i den västra delen av landet, 500 km väster om huvudstaden Wien. Toppen på Hochkünzelspitze är 2 397 meter över havet, eller 567 meter över den omgivande terrängen. Bredden vid basen är 9,9 km.
Terrängen runt Hochkünzelspitze är bergig västerut, men österut är den kuperad. Närmaste större samhälle är Mittelberg, 11,0 km nordost om Hochkünzelspitze. 
Trakten runt Hochkünzelspitze består i huvudsak av gräsmarker. Runt Hochkünzelspitze är det ganska tätbefolkat, med 72 invånare per kvadratkilometer.